# Gasteria brachyphylla var. brachyphylla
Gasteria brachyphylla var. brachyphylla, una variedad de Gasteria brachyphylla es una planta suculenta perteneciente a la familia Xanthorrhoeaceae. Es originaria de Sudáfrica.

## Descripción
Es una planta herbácea perennifolia, suculenta con tallo de 3 a 23 cm de largo, que se encuentra a una altitud de 1000 metros en Sudáfrica.

## Taxonomía
Gasteria brachyphylla var. brachyphylla publicación desconocida.
Sinonimia
- Aloe pseudonigricans Salm-Dyck
- Aloe subnigricans Spreng.
- Aloe subnigricans var. canaliculata Salm-Dyck
- Gasteria angustiarum Poelln.
- Gasteria fasciata var. laxa Haw.
- Gasteria fasciata var. polyspila (Baker) A.Berger
- Gasteria joubertii Poelln.
- Gasteria nigricans var. marmorata Haw.
- Gasteria nigricans var. platyphylla Baker
- Gasteria nigricans var. polyspila Baker
- Gasteria subnigricans Haw.
- Gasteria subnigricans var. canaliculata (Salm-Dyck) A.Berger
- Gasteria subnigricans var. glabrior Haw.
- Gasteria transvaalensis Baker
- Gasteria triebneriana Poelln.
- Gasteria vlaaktensis Poelln.[4]